# John Maucere
John Lee Maucere, né en février 1964 à Los Angeles, est un acteur sourd américain ayant une notoriété mondiale au sein de la communauté sourde.

## Biographie
John Maucere a étudié à California School for the Deaf et l'Université Gallaudet. Il était un des leaders de Deaf President Now.

### Vie privée
John est marié à Lauren Abbott Maucere et ils ont ensemble deux enfants: la fille Daniela et le fils Gianni.

## Filmographie
- 1993 : New York, police judiciaire
- 1998 : Pacific Blue
- 2003 : Shérifs à Los Angeles
- 2010 : See What I'm Saying: The Deaf Entertainers Documentary
- 2011- 2014 :  Switched
- 2013 : No Ordinary Hero: The SuperDeafy Movie